# Alpenvorland
Alpenvorland neboli Alpské podhůří je přírodní region v německých spolkových zemích Bádensko-Württembersko a Bavorsko, s alespoň teoretickým přesahem do sousedního Švýcarska a Rakouska. Ve Švýcarsku na něj navazuje Schweizer Mittelland (Švýcarská plošina), v Rakousku se obdobná geomorfologická oblast táhne až k Vídni, kde na ni navazují Vněkarpatské sníženiny. Zatímco český pojem „Alpské podhůří“ lze aplikovat na celý tento pás podél severního okraje Alp, německý přírodní region „Alpenvorland“ je přesně definován pouze na území Německa.
Podle německého členění se Alpenvorland dělí na následující oblasti:

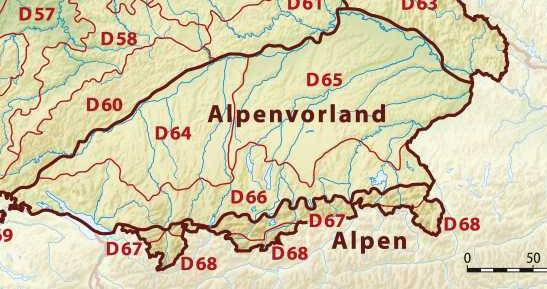
Alpenvorland

- Alpenvorland und Alpen (Alpy a alpské podhůří)
  - Alpenvorland (Alpské podhůří)
    - Donau-Iller-Lech-Platte (D64/04, Dunajsko-illersko-lešská plošina)
      - Donau-Ablach-Platten (040)
      - Riß-Aitrach-Platten (041)
      - Hügelland der unteren Riß (042)
      - Holzstöcke (043)
      - Unteres Illertal (044)
      - Donauried (045)
      - Iller-Lech-Schotterplatten (046)
      - Lech-Wertach-Ebenen (047)
      - Aindlinger Terrassentreppe (048)

    - Unterbayerisches Hügelland und Isar-Inn-Schotterplatten (D65/05-06, Dolnobavorská pahorkatina a isarsko-innské štěrkové plošiny)
      - Inn-Isar-Schotterplatten
        - Fürstenfeldbrucker Hügelland (050)
        - Münchener Ebene (051)
        - Isen-Sempt-Hügelland (052)
        - Alzplatte (053)
        - Unteres Inntal (054)

      - Unterbayerisches Hügelland
        - Isar-Inn-Hügelland (060)
        - Donau-Isar-Hügelland (062)
        - Donaumoos (063)
        - Dungau (064)

    - Südliches Alpenvorland (D66/03, Jižní alpské podhůří, též Voralpines Hügel- und Moorland)
      - Hegau (030)
      - Bodenseebecken (031)
      - Oberschwäbisches Hügelland (032)
      - Westallgäuer Hügelland (033)
      - Adelegg (034)
      - Iller-Vorberge (035)
      - Lech-Vorberge (036)
      - Ammer-Loisach-Hügelland (037)
      - Inn-Chiemsee-Hügelland (038)
      - Salzach-Hügelland (039)